# 야마다 노부히사
야마다 노부히사(일본어: 山田 暢久, 1975년 9월 10일 ~ )는 일본의 은퇴한 축구 선수이다.

## 구단 경력
1994년 J1리그의 우라와 레즈에 입단했다. 2006년에 J1리그 우승을 차지했다. 2013년까지 540경기에 출전하여, 27득점을 넣었다. 2013년후 현역 은퇴.

## 국가대표팀 경력
그는 1995년 FIFA 세계 청소년 축구 선수권 대회에 참가할 일본 U-20 국가대표팀에 발탁되었으며, 4경기에 출전, 1득점을 넣었다.
2002년 11월 20일 아르헨티나과의 경기에서 일본 국가대표팀에 데뷔했다. 2003년 FIFA 컨페더레이션스컵, 2003년 동아시아 축구 선수권 대회에도 출전했다. 그는 2004년까지 국제 A매치 통산 15경기에 출전, 1득점을 넣었다.

## 통계
| 일본 | 일본 | 일본 |
| 연도 | 출전 | 득점 |
| ---- | ---- | ---- |
| 2002 | 1    | 0    |
| 2003 | 11   | 0    |
| 2004 | 3    | 1    |
| 통산 | 15   | 1    |

## 같이 보기
- 원클럽맨 명단